# أستيباليا
أستيباليا (Αστυπάλαια) هي جزيرة في دوديكانيسيا في مقاطعة جنوب إيجة في اليونان.
يبلغ عدد سكانها حوالي 1238 نسمة.

## أعلام
- أرجيريس كامبوريس